# Fresno

Lage Fresnos im Fresno County

Fresno ist eine Stadt im Fresno County im US-Bundesstaat Kalifornien, am Fuße der Sierra Nevada. Das Stadtgebiet hat eine Größe von 271,4 km². Mit ca. 542.107 Einwohnern (Volkszählung 2020, U.S. Census Bureau) steht Fresno auf der Liste der größten Städte Kaliforniens auf Platz fünf. Fresno liegt in der Mitte des San Joaquin Valleys, etwa 320 Kilometer nördlich von Los Angeles und 270 Kilometer südlich von der Hauptstadt Kaliforniens, Sacramento. Auf Spanisch bedeutet Fresno Esche, deren Blatt in der Mitte der Flagge dargestellt ist. Die Stadt ist Sitz der California State University, Fresno und des römisch-katholischen Bistums Fresno.

## Einwohnerentwicklung
Wie viele Städte in Kalifornien wächst auch Fresno rasant. Die Einwohnerzahl hat sich zwischen 1950 und 2010 mehr als verfünffacht. Von 1980 bis 2010 hat sie sich mehr als verdoppelt:
| Jahr | Einwohner¹ |
| ---- | ---------- |
| 1950 | 91.669     |
| 1960 | 133.929    |
| 1970 | 166.655    |
| 1980 | 217.491    |
| 1990 | 355.202    |
| 2000 | 429.583    |
| 2010 | 496.112    |
| 2020 | 542.107    |

¹ 1950–2020: Volkszählungsergebnisse

## Geschichte
Die ursprünglichen Einwohner des San Joaquin Valley Gebiets waren die Yokuts. Sie trieben Handel mit anderen kalifornischen Stämmen. Der Bezirk Fresno entstand 1856 nach dem Kalifornischen Goldrausch. Es wurde nach den an den Ufern des Flusses San Joaquin stehenden Eschen (Spanisch: Fresno) benannt.
Millerton, in der Nähe von Fort Miller, wurde zur Kreisstadt. Andere frühe Siedlungen des Bezirks waren Firebaugh’s Ferry, Scottsburg und Elkhorn Springs.
Am 24. Dezember 1867 trat der Fluss San Joaquin über die Ufer und überschwemmte Millerton. Einige Einwohner bauten alles wieder auf, andere zogen weg.
Die eigentliche Gründung von Fresno wird mit der Errichtung des Betriebswerks der Central Pacific Railroad in Easterby’s im Jahre 1872 angesetzt. Sie richteten damals die ersten Southern Pacific Linien ein. Um die Bahnstation bildete sich schnell ein Geschäftszentrum, und die Einwohner von Millerton begannen, in dessen Nähe zu ziehen, auch um weiteren Überschwemmungen zu entgehen. Schon zwei Jahre nach dem Bau der Bahnstation wurde der Gemeindesitz dorthin verlegt. 1885 folgte dann die Gründung der selbständigen Stadt Fresno. Die alten Gemarkungen von Millerton wurden mit der Errichtung der Talsperre Friant überschwemmt und liegen heute unter dem Millerton Lake.
Die zentrale Lage im Valley beeinflusste die weitere Entwicklung. Schon auf 1910 datiert der Beschluss des kalifornischen Bundesstaates zur Anlage einer zentralen Straßenachse, deren Teile dann 1926 als California State Route 99 bezeichnet wurden. In jener Zeit entstanden auch Ideen zur Errichtung einer Querachse, die die Küste mit dem Yosemite National Park verbinden sollte. Die Baugesellschaft wurde 1930 gegründet, und 1934 erhielt die Strecke die Bezeichnung California State Route 41. Die dritte Strecke umfasste eine Verbindung zum Kings River, die schon 1905 angelegt wurde – diese wurde bis 1933 ausgebaut und 1935 als California State Route 180 bezeichnet. Die drei Staatsstraßen umschließen das Geschäftszentrum von Fresno heute als Autobahnring – der kreuzungsfreie Ausbau mit drei Autobahnkreuzen erfolgte bis 1980.
Die Fresno Municipal Sanitary Landfill war die erste moderne Mülldeponie der Vereinigten Staaten. Sie öffnete 1937 und wurde 1987 stillgelegt.
Im September 1958 führte die Bank of America ein neues Produkt namens BankAmericard in Fresno ein. BankAmericard wurde zur ersten erfolgreichen Kreditkarte, die 1970 zur Visa Inc. ausgegliedert wurde.

## Sehenswürdigkeiten
Museen
- Fresno Art Museum – Kunstmuseum
- Kearney Mansion & Museum – größere Villa mit Museum
- African-American Museum – ein Museum über die lokale Geschichte der afro-amerikanischen Kultur in Reedley

Theater
- Opera House – ein altes Opernhaus

Zoo
- Chaffee Zoo – Zoo mit einem Reptilienhaus

Natur & Grünanlagen
- Forestiere Underground Garden – ein unterirdisches 60-Zimmer-Labyrinth
- Storyland – Freizeit- und Märchenpark

Weinbau
Fresno und Madera befinden sich im heißen Central Valley, in dem Massenweinbau betrieben wird. In Madera finden sich fünf, in Fresno drei Weingüter.

## Partnerstädte
Fresno listet acht offiziell aktive Partnerstädte auf:
| Stadt        | Region, Land                     | seit |
| ------------ | -------------------------------- | ---- |
| 00 Anjar     | Libanon                          |      |
| Châteauroux  | Centre-Val de Loire, Frankreich  | 2016 |
| Etschmiadsin | Armawir, Armenien                | 2009 |
| Galați       | Rumänien                         |      |
| Guadalajara  | Jalisco, Mexiko                  |      |
| Kōchi        | Kōchi, Japan                     | 1965 |
| Münster      | Nordrhein-Westfalen, Deutschland | 1986 |
| Verona       | Venetien, Italien                | 2000 |

### Inaktive oder unbelegte Partnerstädte
- Baquba, Irak[2]
- Bongabong, Philippinen
- Catubig, Philippinen
- Lahore, Pakistan[2]
- Maschhad, Iran
- Morogoro, Tansania
- Taras, Kasachstan[2]

## Persönlichkeiten

### Persönlichkeiten mit Bezug zur Stadt
- Frank Thomas (1912–2004), Trickfilmzeichner; wuchs in Fresno auf
- Cornelius Warmerdam (1915–2001), Stabhochspringer; Trainer an der Universität Fresno
- Ken Curtis (1916–1991), Schauspieler und Sänger
- John Christy (* 1951), Klimatologe; wuchs in Fresno auf
- Joey Cape (* 1966), Sänger; lebt in Fresno
- Audra McDonald (* 1970), Schauspielerin und Opernsängerin; wuchs in Fresno auf
- Chris Colfer (* 1990), Schauspieler

## Klimatabelle
|                       | Jan  | Feb  | Mär  | Apr  | Mai  | Jun  | Jul  | Aug  | Sep  | Okt  | Nov  | Dez  |   |       |
| Mittl. Tagesmax. (°C) | 12,3 | 16,5 | 19,2 | 23,9 | 29,0 | 33,7 | 37,0 | 35,9 | 32,3 | 26,5 | 18,2 | 12,1 | ⌀ | 24,8  |
| Mittl. Tagesmin. (°C) | 3,0  | 4,7  | 6,3  | 8,5  | 12,1 | 15,8 | 18,4 | 17,7 | 14,9 | 10,4 | 5,8  | 2,8  | ⌀ | 10,1  |
|                       |      |      |      |      |      |      |      |      |      |      |      |      |   |       |
| Niederschlag (mm)     | 49,8 | 45,7 | 48,0 | 24,6 | 7,6  | 2,0  | 0,3  | 0,8  | 6,1  | 13,5 | 34,8 | 36,1 | Σ | 269,3 |
|                       |      |      |      |      |      |      |      |      |      |      |      |      |   |       |
| Sonnenstunden (h/d)   | 4,6  | 7,0  | 9,2  | 11,2 | 12,9 | 13,7 | 13,8 | 12,9 | 11,5 | 9,8  | 6,3  | 4,1  | ⌀ | 9,8   |
|                       |      |      |      |      |      |      |      |      |      |      |      |      |   |       |
| Regentage (d)         | 5,6  | 5,8  | 6,1  | 3,2  | 1,3  | 0,4  | 0,1  | 0,2  | 0,9  | 1,8  | 4,7  | 4,9  | Σ | 35    |
|                       |      |      |      |      |      |      |      |      |      |      |      |      |   |       |
| Luftfeuchtigkeit (%)  | 83   | 77   | 69   | 57   | 47   | 42   | 39   | 45   | 50   | 59   | 74   | 84   | ⌀ | 60,4  |

| 3,0 |

| 4,7 |

| 6,3 |

| 8,5 |

| 12,1 |

| 15,8 |

| 18,4 |

| 17,7 |

| 14,9 |

| 10,4 |

| 5,8 |

| 2,8 |

| 3,0 |

| 4,7 |

| 6,3 |

| 8,5 |

| 12,1 |

| 15,8 |

| 18,4 |

| 17,7 |

| 14,9 |

| 10,4 |

| 5,8 |

| 2,8 |